# Constance av Burgund
Constance av Burgund, född 1046, död 1093, var drottning av Kastilien från 1079 till 1093; hon var från 1079 gift med kung Alfons VI av Kastilien. 

## Biografi
Constance gifte sig 1065 med greve Hughes II av Chalon. Samma år som hon blev änka gifte hon om sig med Alfons VI. Äktenskapet krävde en påvlig dispens eftersom Constance var besläktad med Alfons' första fru, Agnes av Akvitanien. Constance blev mor till Alfon's tronarvinge, Urraca. Hon tvingades stå ut med en lång rad äktenskapsbrott från Alfons' sida; hans mest välkända mätress var Zaida av Sevilla. 
Constance var ansvarig för att den kastilianska kyrkan ersatte den västgotiska riten med den romerska.